# Iceman (album)
Albums de Albert Collins
Jazzvisions: Jump the Blues Away
(1989) Live '92/'93
(1995)
Iceman est le dixième album studio d'Albert Collins, sorti en 1991 chez Virgin Records sous le label Pointblank. Il s'agit de son dernier  album studio avant sa mort en 1993.

## Réception
L'album reçoit des avis mitigé avec par exemple Lloyd Bradley dans Q Magazine écrivant « les chansons sont plus intéressantes que ce que [Collins] en fait […] en étant plus un sideman  que la star du show. »

## Titres
Toutes les chansons sont écrites par Albert Collins
| No  | Titre                               | Durée |
| --- | ----------------------------------- | ----- |
| 1.  | Mr. Collins, Mr. Collins            | 5:11  |
| 2.  | Iceman                              | 5:04  |
| 3.  | Don't Mistake Kindness for Weakness | 6:12  |
| 4.  | Travellin' South                    | 3:06  |
| 5.  | Put the Shoe on the Other Foot      | 5:30  |
| 6.  | I'm Beginning to Wonder             | 4:12  |
| 7.  | Head Rag                            | 3:54  |
| 8.  | The Hawk                            | 2:38  |
| 9.  | Blues for Gabe                      | 3:43  |
| 10. | Mr. Collins, Mr. Collins (Reprise)  | 3:54  |

## Musiciens
- Albert Collins - guitare, chant[5]
- Johnny B. Gayden - basse
- Soko Richardson - batterie, percussions
- Eddie Harsch - claviers
- Charles Hodges - orgue
- Debbie Davies, Jack Holder, Mabon "Teenie" Hodges - guitare rythmique
- Debbie Jamison, Vicki Loveland - chœurs
- The Uptown Horns :
  - Crispin Cioe - saxophone alto, Saxophone baryton
  - Arno Hecht - saxophone ténor
  - Bob Funk - trombone
  - Paul "Hollywood" Litteral - trompette